# Antoine Parmentier
Antoine-Augustin Parmentier (Montdidier, 17 de agosto de 1737-París, 17 de diciembre de 1813), conocido como Antoine Parmentier, fue un agrónomo, naturalista, científico, nutricionista e higienista francés.
Su experiencia como cautivo en Prusia durante la Guerra de los Siete Años lo llevó a defender la patata como alternativa alimentaria (en Francia, como en casi toda Europa, se la consideraba no comestible). Consiguió que se levantaran las leyes que prohibían su cultivo y promovió su consumo.
Fue uno de los creadores de la Escuela de panadería en Francia.
Trabajó también en el maíz, el opio y el cornezuelo del centeno. Preconizó el uso del frío para conservar la carne. Desarrolló técnicas para extraer azúcar de la remolacha.
La acogida que Luis XVI había reservado al agrónomo filántropo le hizo ser durante el periodo revolucionario sospechoso para el Nuevo Régimen. Pero pronto se le confió la vigilancia de las salazones destinadas a la Armada francesa. El Directorio y el Consulado también se sirvieron de sus competencias.
Durante la época napoleónica, como inspector general del servicio de salud, consiguió que el ejército adoptase la vacunación antivariólica y se ocupó de las condiciones higiénicas en los barcos.
Científico con una obra notable por su variedad, participó, además, en la vida social colaborando en los textos relacionados con la reforma agraria propuestos por la Asamblea Nacional Constituyente. Entró en la Academia de las Ciencias en 1795 en la sección de economía rural.
Su familia está enterrada en el Cementerio del Père-Lachaise en París.

## Algunas publicaciones
- Examen chimique des pommes de terre, dans lequel on traite des parties constituantes du blé, Paris : Didot le jeune, 1773, in-12, XXIV-252 pp.
- Avis aux bonnes ménagères des villes et des campagnes, sur la meilleure manière de faire leur pain, 1777 Texte en ligne
- Examen critique de la pomme de terre, 1779
- Traité de la châtaigne, Bastia et Paris : Monory, 1780, in-8.º, XXVIII-160 pp.
- Recherches sur les végétaux nourrissants qui, dans les temps de disette, peuvent remplacer les aliments ordinaires ; avec de nouvelles observations sur la culture des pommes de terre, Paris : Impr. royale, 1781, in-8.º, XVI-599 pp.
- Mémoire sur la manière de cultiver et d’employer le maïs à fourrage, Paris : Impr. royale, 1785 ; 3.ª éd. (Le Maïs, ou Blé de Turquie, apprécié sous tous ses rapports [mémoire couronné, le 25 août 1784, par l’Académie royale des Sciences, Belles-lettres et Arts de Bordeaux]), Paris : Impr. impériale, chez Méquignon l’aîné père, et chez A.-J. Marchant, 1812, in-8.º, VIII-303 pp.
- Économie rurale et domestique, Bibliothèque Universelle des Dames, rue et hôtel Serpente, 1788-1797, 8 vols. Una enciclopedia para amas de casa: su publicación continuó durante todo el período revolucionario, que no fue fácil para el padre de la papa. Enseña todo lo que las mujeres rurales necesitan saber para llevar a casa. Vol. I: se refiere a las obligaciones generales hacia los agricultores y los pobres. Vol. II: panadería, productos lácteos, fábricas de queso, oficina, cocina, despensa, trastero. Vol. III: se refiere al corral y manadas. Vol. V: del jardín de placer, la huerta. la guardería y la fruta. VI vol.: trabajo de arado y de campo. Tomo VII: praderas, heno, cultivos forrajeros, vides, bosques, estanques y piscinas. El último volumen describe las plantas con la aplicación tradicional: cáñamo, lino, rubia, plantas oleaginosas, tabaco, mimbre, lúpulo, azafrán; las plantas de ruibarbo utilizadas para cordeleros, curtidores, encuadernadores, etc.
- Mémoire sur les avantages qui résulteraient pour le royaume d’étendre la culture en grand des racines potagères, 1788
- Instruction [ou Avis] sur la conservation et les usages de la pomme de terre, 1789, in-8.º, 24 pp.
- Traité sur la culture et les usages des pommes de terre, de la patate et du topinambour, imprimé par ordre du roi, Paris : Barrois l’aîné, 1789, in-8.º, VIII-392 pp.
- Mémoire sur la nature et la manière des engrais, 1791
- Traité sur les pommes de terre, 1795, in-8.º
- con Nicolas Deyeux, Précis d’Expériences et Observations sur les différentes espèces de Lait, considérées dans leurs rapports avec la Chimie, la Médecine et l’Économie rurale, Strasbourg : chez F. G. Levrault, et Paris : chez Th. Barrois et chez Mme Huzard, 1798, in-8.º, 420 pp.
- Traité théorique et pratique sur la culture de la vigne, avec l'art de faire le vin, les eaux-de-vie, esprit de vin, vinaigres simples et composés, 1801, 2 vols. (en colaboración con Jean-Antoine Chaptal, abate Rozier y Dussieux)
- Observations sur les moyens de maintenir et de rétablir la salubrité de l’air dans la demeure des animaux domestiques, 1802 ; inserta en el vol. VIII de Mémoires de la Société d’agriculture de Paris
- Instruction sur la culture, la conservation, les usages et les avantages de la Pomme de terre, Paris, A.-J. Marchant, 1808, in-12, 72 pp.
- Traité sur l'art de fabriquer les sirops et conserves de raisin, 1810

## Honores

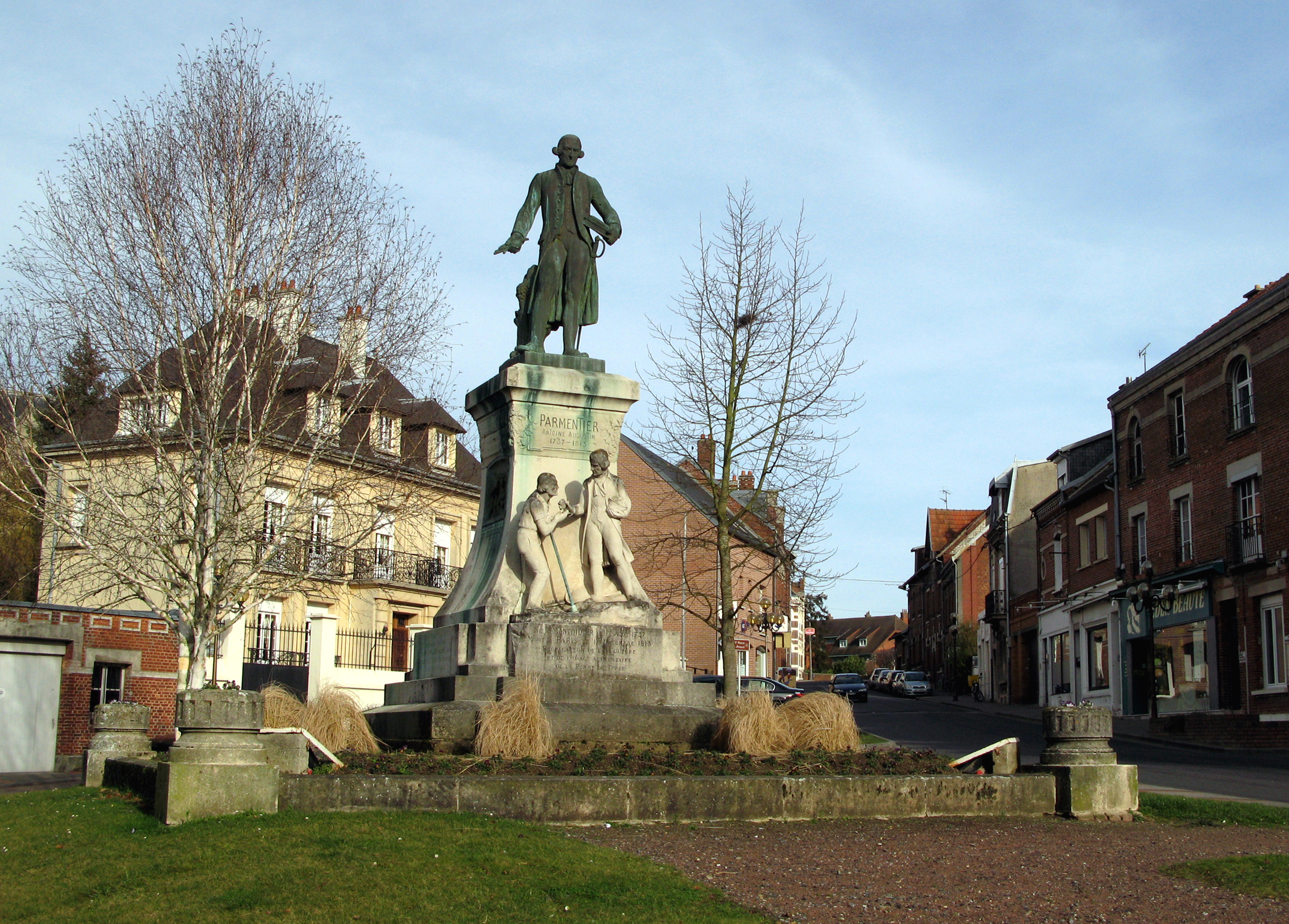
Monumento a Parmentier. Bajo la estatua principal se puede ver otra de Parmentier entregando patatas a un campesino y una leyenda mencionando su impulso del cultivo y consumo de la patata.

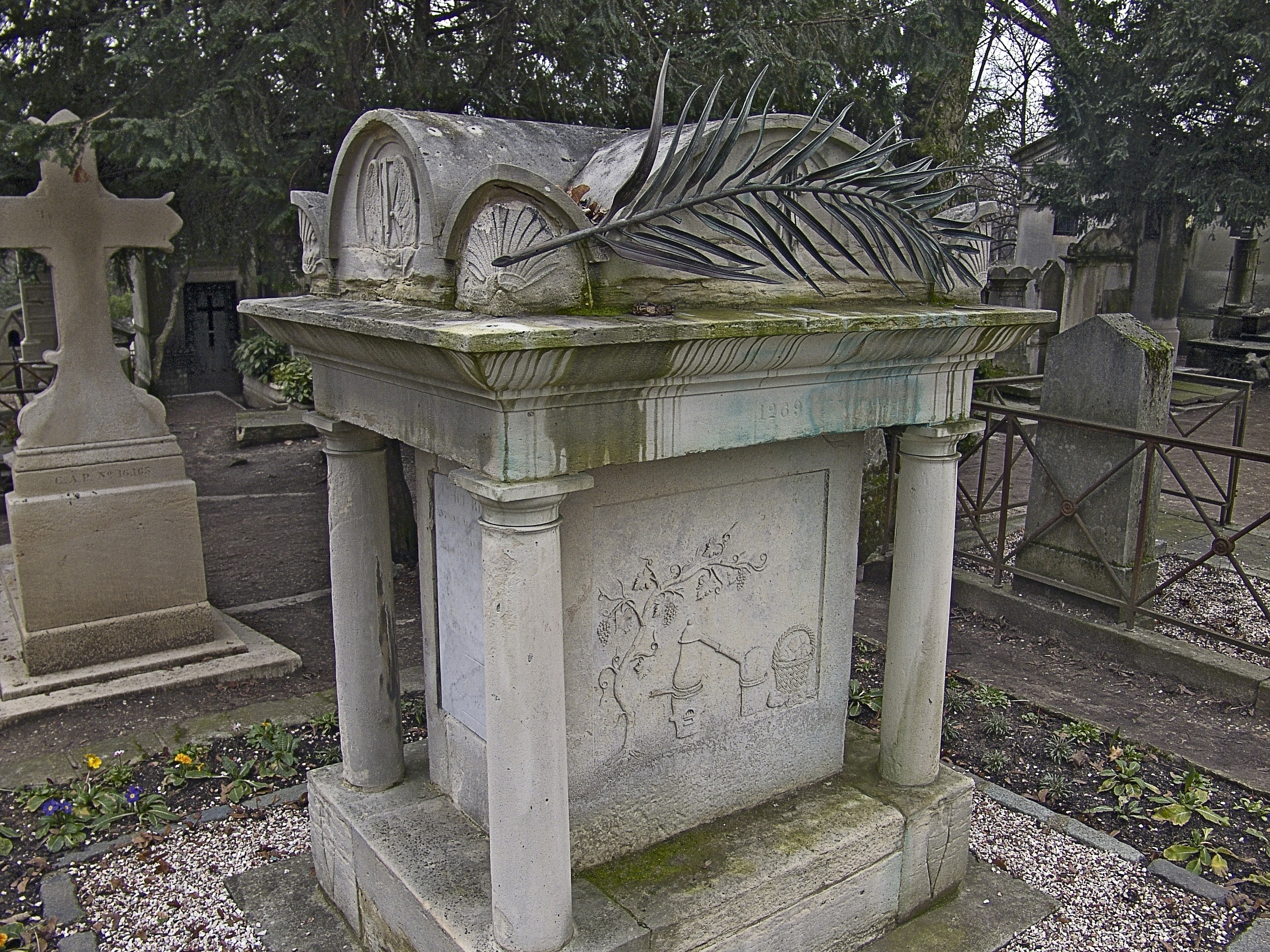
Tumba de Antoine Parmentier - Cementerio de Pere Lachaise

### Eponimia
- Estación de Parmentier

En su honor, en la cocina francesa, el adjetivo parmentier hace referencia a platos compuestos principalmente de patata, como el hachis parmentier o el potage parmentier.
Géneros
- (Bignoniaceae) Parmentiera DC.[1]
- (Solanaceae) Parmentiera Raf.[2]

Especies
- (Cactaceae) Mammillaria parmentieri Link & Otto[3]
- (Cactaceae) Opuntia parmentieri Pfeiff.[4]
- (Ericaceae) Callista parmentieri G.Don[5]
- (Ericaceae) Erica parmentierii Lodd.[6]
- (Geraniaceae) Pelargonium × parmentieri Colvill ex Sweet[7]
- (Onagraceae) Jussiaea parmentieri H.Lév.[8]

- La abreviatura «Parm.» se emplea para indicar a Antoine Parmentier como autoridad en la descripción y clasificación científica de los vegetales.[9]